# Campeonato Mundial de Ciclismo em Pista de 1980
O LXXVII Campeonato Mundial de Ciclismo em Pista celebrou-se em Besançon (França) entre 3 e 7 de setembro de 1980 baixo a organização da União Ciclista Internacional (UCI) e a Federação Francesa de Ciclismo.
As competições realizaram-se na pista do Estádio Léo Lagrange da cidade francesa. Ao todo disputaram-se 10 provas, 8 masculinas (5 profissionais e 3 amador) e 2 femininas.

## Medalhistas

### Masculino profissional
| Evento                 | Ouro                                  | Prata                           | Bronze                          |
| ---------------------- | ------------------------------------- | ------------------------------- | ------------------------------- |
| Velocidade individual  | Koichi Nakano · Japão                 | Masahito Ozaki · Japão          | Daniel Morelon · França         |
| Perseguição individual | Anthony Doyle · Reino Unido           | Herman Ponsteen · Países Baixos | Hans-Henrik Ørsted · Dinamarca  |
| Carreira por pontos    | Constant Tourné · Bélgica             | Giovanni Mantovani · Itália     | Heinz Betz · Alemanha Ocidental |
| Keirin                 | Daniel Clark · Austrália              | Daniel Morelon · França         | Niels Fredborg · Dinamarca      |
| Meio fundo             | Wilfried Peffgen · Alemanha Ocidental | René Kos · Países Baixos        | Bruno Vicino · Itália           |

### Masculinoamador
| Evento              | Ouro                                            | Prata                                 | Bronze                                     |
| ------------------- | ----------------------------------------------- | ------------------------------------- | ------------------------------------------ |
| Carreira por pontos | Gary Sutton · Austrália                         | Viktor Manakov · União Soviética      | Josef Kristen · Alemanha Ocidental         |
| Meio fundo          | Gabriël Minneboo · Países Baixos                | Mattheus Pronk · Países Baixos        | —                                          |
| Tándem              | Tchecoslováquia · Ivan Kučírek · Pavel Martínek | França · Yvon Cloarec · Franck Dépine | Itália · Giorgio Rossi · Floriano Finamore |

### Feminino
| Evento                 | Ouro                                 | Prata                             | Bronze                                  |
| ---------------------- | ------------------------------------ | --------------------------------- | --------------------------------------- |
| Velocidade individual  | Sue Novara · Estados Unidos          | Galina Tsariova · União Soviética | Claudia Lommatzsch · Alemanha Ocidental |
| Perseguição individual | Nadezhda Kibardina · União Soviética | Karen Strong · Canadá             | Petra de Bruin · Países Baixos          |

## Medalheiro
| Ordem | País               | Medalha de ouro | Medalha de prata | Medalha de bronze | Total |
| ----- | ------------------ | --------------- | ---------------- | ----------------- | ----- |
| 1     | Austrália          | 2               | 0                | 0                 | 2     |
| 2     | Países Baixos      | 1               | 3                | 1                 | 5     |
| 3     | União Soviética    | 1               | 2                | 0                 | 3     |
| 4     | Japão              | 1               | 1                | 0                 | 2     |
| 5     | Alemanha Ocidental | 1               | 0                | 3                 | 4     |
| 6     | Bélgica            | 1               | 0                | 0                 | 1     |
| 6     | Tchecoslováquia    | 1               | 0                | 0                 | 1     |
| 6     | Estados Unidos     | 1               | 0                | 0                 | 1     |
| 6     | Reino Unido        | 1               | 0                | 0                 | 1     |
| 10    | França             | 0               | 2                | 1                 | 3     |
| 11    | Itália             | 0               | 1                | 2                 | 3     |
| 12    | Canadá             | 0               | 1                | 0                 | 1     |
| 13    | Dinamarca          | 0               | 0                | 2                 | 2     |
|       | TOTAL              | 10              | 10               | 9                 | 27    |